# 주차 조향 보조 시스템

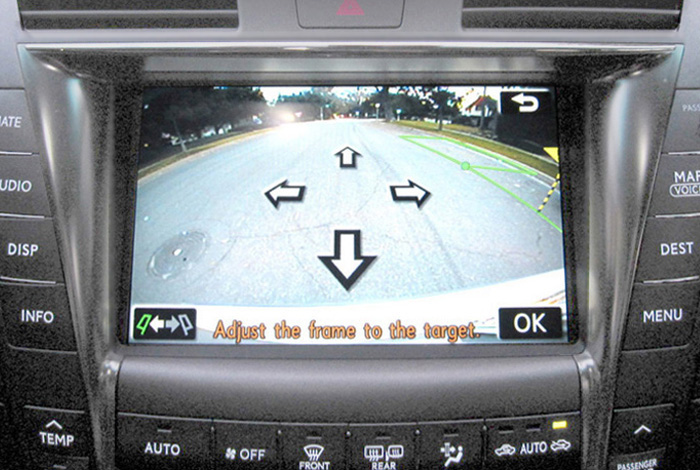
렉서스 백업 카메라 시스템

주차 조향 보조 시스템(Intelligent Parking Assist System)는 전, 후방 감지센서와 음성 안내로 스티어링 휠의 조작 없이 자동으로 주차를 도와주는 기능이며 현재 직각 주차, 평행 주차가 개발되어 있다.
주차 조향 보조 시스템 사용시 운전자는 변속기와 페달만 음성 안내에 따라 조작하기만 하면 된다.
대한민국에서는 현대자동차와 기아자동차의 준중형승용차(아반떼, i30), 중형승용차이상 차종에 이 기능이 제한적(평행주차만 가능, 상위 트림에서 옵션)으로 적용되어있다.

## 같이 보기
- 자동 주차
- 렉서스